# Uhtjärv
Uhtjärv är en sjö i Estland.   Den ligger i landskapet Võrumaa, i den södra delen av landet, 200 km sydost om huvudstaden Tallinn. Uhtjärv ligger 102 meter över havet.  Omgivningarna runt Uhtjärv är en mosaik av jordbruksmark och naturlig växtlighet.